# 芒场镇
芒场镇，是中华人民共和国广西壮族自治区河池市南丹县下辖的一个乡镇级行政单位。

## 行政区划
芒场镇下辖以下地区：
芒场社区、拉麻村、磨岩村、尧林村、坡鸾村、蛮降村、拉希村、拉腊村、拉者村、巴平村、幕麻村、者麻村和蛮坝村。